# Hensuki: Are You Willing to Fall in Love with a Pervert, as Long as She’s a Cutie?
Hensuki: Are You Willing to Fall in Love with a Pervert, as Long as She’s a Cutie? (яп. 可愛ければ変態でも好きになってくれますか？ Кавайкэрэба Хэнтай дэмо Суки ни Наттэ Курэмасука?) — серия ранобэ, в жанре романтической комедии, написанная Томо Ханамой и проиллюстрированная sune. Премьера аниме-сериала состоялась 8 июля 2019 года на различных телеканалах Японии.

## Сюжет
Японский школьник Кэйки Кирю живёт со своей младшей сестрой и состоит в клубе традиционной каллиграфии. Однажды во время уборки юноша, вернувшись в комнату клуба, обнаруживает на столе неподписанное любовное письмо с признанием, а также прилагавшуюся к ним пару женских трусов. Кэйки решает найти свою «Золушку», оставившую ему нижнее бельё, и начинает расследование, проверяя всех знакомых девушек. Вскоре оказывается, что многие из них уже испытывают чувства к нему, но также обладают странными сексуальными фетишами, которые начинают причинять парню множество проблем.

## Персонажи
Кэйки Кирю (яп. 桐生 慧輝 Кирю: Кэйки)
Сэйю: Хиро Симоно
Саюки Токихара (яп. 朱鷺原 紗雪 Токихара Саюки)
Сэйю: Аяна Такэтацу
Юика Кога (яп. 古賀 唯花 Кога Юика)
Сэйю: Рина Хидака
Мао Нандзё (яп.  Нандзё: Мао)
Сэйю: Иори Номидзу
Мидзуха Кирю (яп.  Кирю: Мидзуха)
Сэйю: Каэдэ Хондо

## Медиа

### Ранобэ
Ранобэ публикуется с января 2017 года в журнале MF Bunko J. Издательство Media Factory выпустила шесть томов на март 2019 года.

### Манга
Манга-адаптация с иллюстрациями от CHuN выпускается издательством Fujimi Shobo в манга-журнале Monthly Dragon Age с ноября 2017 года. На март 2019 года она переиздана в двух томах.

### Аниме
Аниме-сериал был анонсирован 20 февраля 2019 года. Сериал был создан на студии Geek Toys: режиссером-постановщиком стал Ицуки Имадзаки, сценарий составил и написал Кэнъити Ямасита, дизайн персонажей был адаптирован Ёсукэ Ито. Музыкальное сопровождение было создано Ёити Сакаи. Помощь в создании мультипликации была оказана студией Seven. Премьера экранизации состоялась 8 июля 2019 года.

## Критика
Аниме-сериал получил негативную оценку обозревателей интернет-портала Anime News Network. По мнению критика Ребекки Сильверман, сюжет работы выглядил уже по первой серии излишне предсказуемым и предполагал развитие сюжетной линии вокруг поиска всё новых кандидаток на роль «Золушки», каждая из которых оказалась бы влюблена в Кэйки, но стартовое послание было отправлено не ей. Сильверман отмечала медленный темп картины и недостаток действия на экране, что мало соответствовало этти-направленности работы. Джеймс Беккет также расценил, что сериал «абсолютно лишён юмора и сексуальной привлекательности». На взгляд Беккета, Кэйки выглядел абсолютно безлико и причины появления у него гарема абсоллютно необъяснимы, а среди девушек также нельзя было выделить кого-то обладающего выраженной личностью — вся их характеристика сводилась к разнице в телосложении и фетишах. Резюмируя, критик посчитал эту работу худшей в летнем аниме-сезоне 2019 года и отметил, что не понимает, что именно «пытается сделать Hensuki» как самостоятельное произведение.
Аналогичного мнения придерживался и обозреватель того же ресурса Ник Кример, назвавшего этот сериал «преимущественно безвкусным, но в целом съедобным гаремным рагу». Несмотря на это Кример отметил визуальную составляющую картины, расценив её уровень как «выше среднего».

## Примечание
1. 1 2 3 4 5  Kawaikereba Hentai demo Suki ni Natte Kuremasuka? Anime's Video Reveals More Cast, Staff, Summer Premiere (англ.). Anime News Network (24 марта 2019). Дата обращения: 24 марта 2019. Архивировано 15 января 2021 года.
2. 1 2 3 4 5  Kawaikereba Hentai demo Suki ni Natte Kuremasuka? Light Novel Series Gets TV Anime (англ.). Anime News Network (20 февраля 2019). Дата обращения: 24 марта 2019. Архивировано 16 октября 2021 года.
3. 1 2 3 4 5 6 7  The Summer 2019 Anime Preview Guide: Hensuki: Are you willing to fall in love with a pervert, even if she's a cutie? (англ.). Anime News Network (8 июля 2019). Дата обращения: 2 августа 2019. Архивировано 6 августа 2019 года.